# Hormizdas II
Hormizd II (zm. 309) – władca Persji z dynastii Sasanidów (302 – 309).
Syn Narsesa, władcy Persji. Według przekazu Biruniego kontynuował prześladowania manichejczyków. Balami podaje, że wysłał wojska do Syrii domagając się trybutu od Ghassanidów, którzy zwrócili się o pomoc do Rzymu. Król Ghassanidów został zabity nim Rzymianie zdążyli przybyć mu na pomoc, ale jego ludzie zaskoczyli Hormizda, kiedy w czasie polowania znalazł się na opuszczonej pustyni i śmiertelnie ranili. Przypuszcza się jednak, że za śmierć Hormizda odpowiedzialni byli arystokraci, którzy pragnęli pozbawić tronu jego synów.
Pozostawił ośmiu synów, z których Szapur II został jego następcą. Jedna z jego córek, Hormozd-doḵt, miała zostać żoną armeńskiego księcia Vahana Mamikoniana.